# Flassigny
Flassigny ist eine französische Gemeinde mit 45 Einwohnern (Stand: 1. Januar 2022) im Département Meuse in der Region Grand Est (bis 2015 Lothringen). Sie gehört zum Arrondissement Verdun und zum Kanton Montmédy.

## Geografie
Flassigny liegt im Norden der Region Grand-Est, nahe der Grenze zu Belgien.

## Bevölkerungsentwicklung
| Jahr                       | 1962 | 1968 | 1975 | 1982 | 1990 | 1999 | 2006 | 2019 |
| Einwohner                  | 75   | 56   | 43   | 39   | 42   | 44   | 52   | 44   |
| Quellen: Cassini und INSEE |      |      |      |      |      |      |      |      |

## Sehenswürdigkeiten
- Kirche Saint-Martin von 1752
- Kapelle Saint-Léger aus dem 18. Jahrhundert

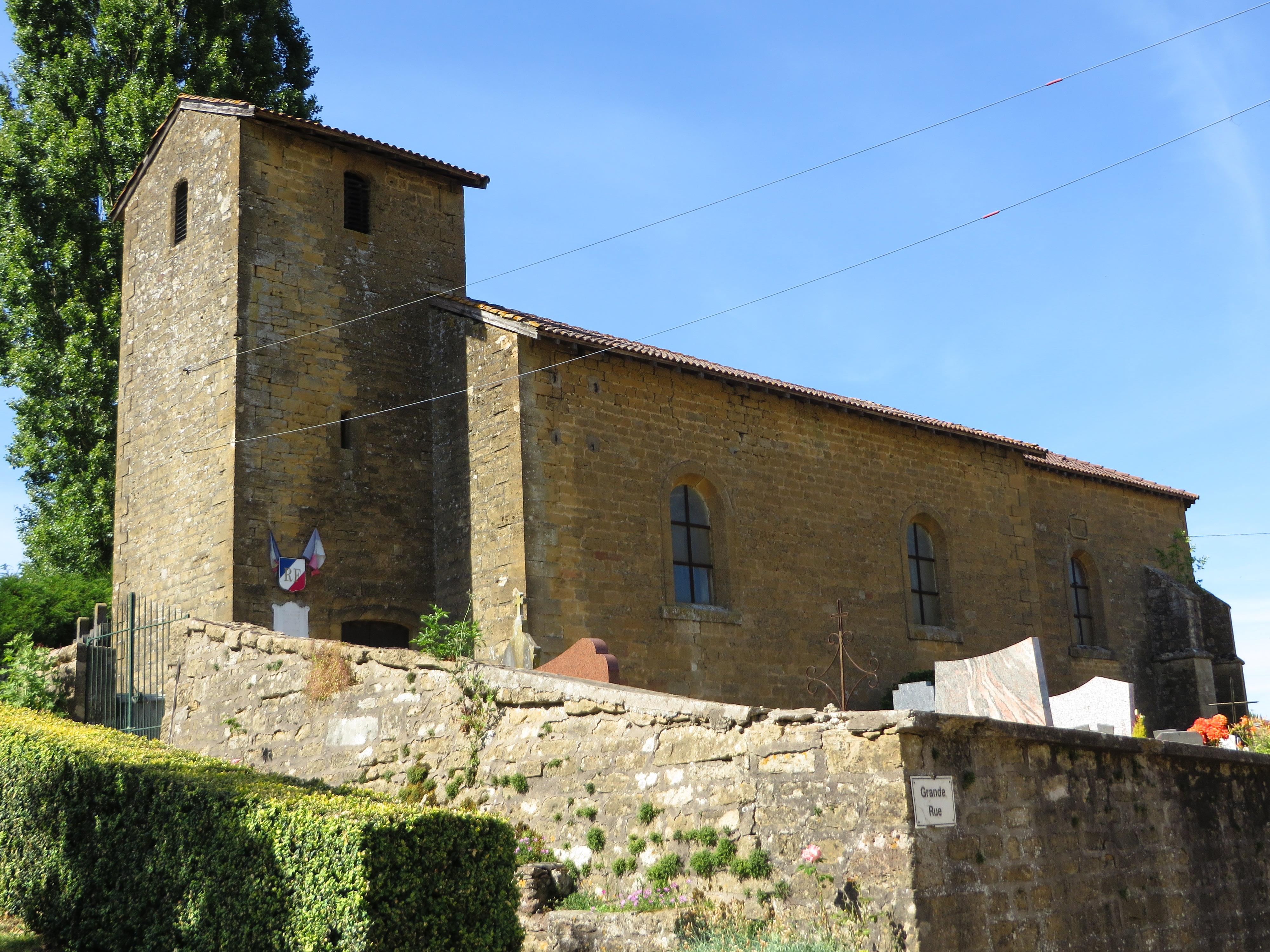
Kirche Saint-Martin